# Artur Rynkiewicz

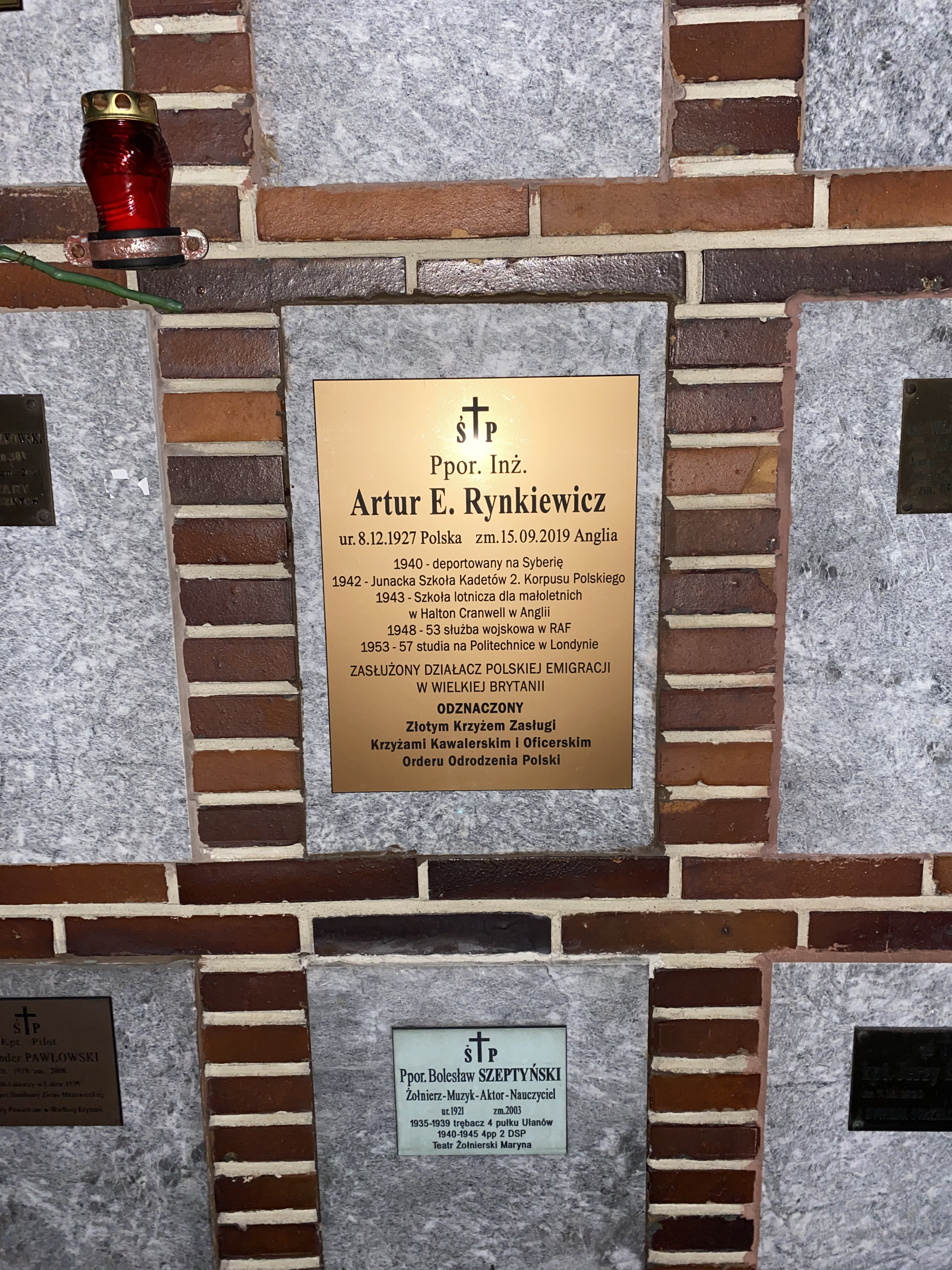
Grób Artura Rynkiewicza

Artur Rynkiewicz (ur. 8 grudnia 1927 w Stołowiczach, zm. 15 września 2019 w Londynie) – polski inżynier, działacz polityczny, społeczny i emigracyjny. Od 1989 do 1990 minister spraw emigracji w ostatnim Rządzie RP na uchodźstwie. W latach 1974–1990 Prezes Zjednoczenia Polskiego w Wielkiej Brytanii. W latach 1967–2015 członek zarządu Polskiego Ośrodka Społeczno-Kulturalnego w Londynie, od 1999 do 2000 w randze Przewodniczącego.

## Życiorys
W 1940 został deportowany do ZSRR, w 1942 wydostał się z Armią Andersa do Iranu. W 1942 uczył się w Junackiej Szkole Kadetów w Kastinie, w latach 1943–1947 w brytyjskiej szkole lotniczej RAF dla małoletnich. Od 1947 do 1953 służył w RAF w służbach technicznych, w stopniu sierżanta, w latach 1953–1957 studiował elektrotechnikę w Polytechnic of North London, w latach 1957–1963 pracował jako inżynier, następnie był wykładowcą w Twickenham College of Technology (1963–1965) i Southall College of Technology (1965–1988). Następnie przeszedł na emeryturę.
Był aktywnym działaczem społeczności emigracyjnej w Londynie. W latach 1963–1974 był wiceprezesem i skarbnikiem, a w latach 1974–1990 prezesem Zjednoczenia Polskiego w Wielkiej Brytanii, od 1966 do 1996 należał do rady, od 1967 był członkiem zarządu Polskiego Ośrodka Społeczno-Kulturalnego w Londynie (m.in. pełnił funkcje prezesa, skarbnika i wiceprezesa). W latach 1966–1968 był przewodniczącym Zrzeszenia Studentów i Absolwentów Polskich na Uchodźstwie, wiceprezesem Stowarzyszenia Techników Polskich (1974–1976).
Od 1966 do 1972 był sekretarzem w dziale kultury Egzekutywy Zjednoczenia Narodowego. W latach 1973–1991 był członkiem V (1973–1977), VI (1978–1983), VII (1983–1988) i VIII Rady Narodowej RP (1989–1991), do 1977 z ramienia Niezależnej Grupy Społecznej, następnie z wyboru. W V Radzie Narodowej zasiadał był członkiem Komisji Spraw Zagranicznych. W latach 1978–1990 był członkiem Głównej Komisji Skarbu Narodowego, ponownie wybrany 21 lutego 1986, następnie wchodził w skład Komisji Likwidacyjnej Skarbu Narodowego.
Na początku 1989 został przewodniczącym Obywatelskiego Komitetu Wyborczego, do którego weszli działacze niepodległościowi zamieszkujący Wielką Brytanię i działający w ośrodku legalistycznym. Od 8 sierpnia 1990 do 22 grudnia 1990 był ministrem spraw emigracji w drugim rządzie Edwarda Szczepanika.
Od śmierci Jerzego Ostoja-Koźniewskiego, który zmarł 4 września 2014, był ostatnim żyjącym ministrem Rządu RP na uchodźstwie.
Pochowany na cmentarzu wojskowym na Powązkach (Kwatera: C 30; Rząd: K 3 - II, Grób: 5).

## Odznaczenia
- Krzyż Komandorski Orderu Odrodzenia Polski (1989)[9]
- Krzyż Oficerski Orderu Odrodzenia Polski (3 maja 1983)[10]
- Krzyż Komandorski Orderu Zasługi Rzeczypospolitej Polskiej (11 października 1999, za wybitne zasługi dla kultury polskiej)[11]